# São José do Campestre (kommun)
São José do Campestre är en kommun i Brasilien.   Den ligger i delstaten Rio Grande do Norte, i den östra delen av landet, 1 700 km nordost om huvudstaden Brasília. Antalet invånare är 12 359.
Följande samhällen finns i São José do Campestre:
- São José do Campestre

Omgivningarna runt São José do Campestre är huvudsakligen savann. Runt São José do Campestre är det ganska tätbefolkat, med 56 invånare per kvadratkilometer.